# ضياء السيد
ضياء السيد (مواليد 15 مايو 1961) هو لاعب كرة قدم مصري معتزل ومدرب حالي. سبق له أن لعب للنادي الأهلي ومنتخب مصر.